# Eucoelium setoensis
Eucoelium setoensis är en sjöpungsart som först beskrevs av Nishikawa 1980.  Eucoelium setoensis ingår i släktet Eucoelium och familjen Polycitoridae. Inga underarter finns listade i Catalogue of Life.